# مجمع دبي للعلوم
مجمع دبي للعلوم هو أحد المناطق الحرة الموجودة في إمارة دبي، تم تأسيسه عام 2005م لدعم رواد الأعمال والشركات الصغيرة والمتوسطة
والشركات المتعددة الجنسيات في قطاعات العلوم والطاقة والبيئة.

## التعريف بمجمع دبي للعلوم.
تأسس المجمع  في عام 2005،  ليشكل مجتمعاً نابضاً بالحياة، بهدف التركيزعلى العلوم، ويضم أكثر من 500 شريكاً تجارياً، ويعمل فيه أكثر من 3600 شخص.
ويلبي المجمع احتياجات الشركات والمهنيين في مجال العلوم،من خلال دعمهم وتوفير بيئة داعمة للبحث والابتكارمما جعل من دولة الامارات قبلة للبحث  والتقدم في مجالات  العلوم والطاقة والبيئة.
ويشتهر مجمع دبي للعلوم بكونه أول منطقة علمية مخطط لها بشكل استراتيجي في المنطقة بأكملها،
يقع المجمع في منطقة  البرشاء جنوب وهي مشهورة بأنها تختص بقطاع العلوم والأعمال، وتقع منطقة المجمع على طول شارع أم سقيم (D63)،وقد طورته مجموعة تيكوم بحيث يشكل  بيئة شاملة ومتكاملة تخدم القطاع العلمي هذا وهومن أبرز المناطق الحرة في إمارة دبي  مع مدينة دبي للإعلام ومركز دبي التجاري العالمي، كما مدينة دبي للإنترنت.

## مزايا مجمع دبي للعلوم
يقدم مجمع دبي للعلوم مجموعة من المزايا للراغبين بافتتاح شركات أعمال فيه:
- منح الملكية الكاملة بنسبة 100%
- الإعفاء من الضرائب بشكل كامل،
- يمكّن مجمع دبي للعلوم الشركات من تحويل الأموال دون أي رسوم إضافية.

## البنية التحتية لمجمع دبي للعلوم
يتميز مجمع دبي للعلوم بوجود بنية تحتية متكاملة، وبمستويات عالية، ونذكر من صور هذه البنية

### (أ) العقارات
تتنوع العقارات في مجمع دبي ما بين التجارية والسكنية وما بين شقق استوديو، وشقق غرفة وصالة، وشقق غرفتين وصالة،مع المرافق والخدمات الضرورية, وأهمها المصاعد عالية السرعة، ومواقف السيارات  و بركة سباحة ضخمة وطاقم حراسة يعمل على مدار الساعة، الشقق تتواجد في الغالب في الأبنية والأبراج عالية الارتفاع، والتي من أبرزها "برج مساكن مونت روز" وهي متاحة للإيجار والتملّك الحر,وهناك أيضًا "برج بيلا روز" 

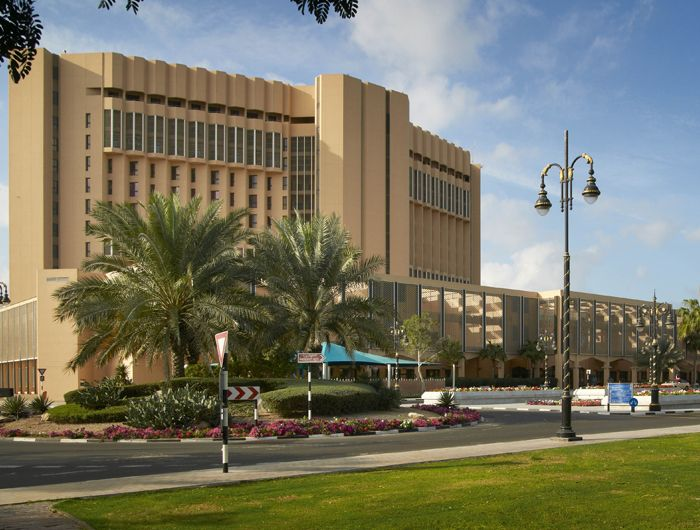
مستشفى دبي

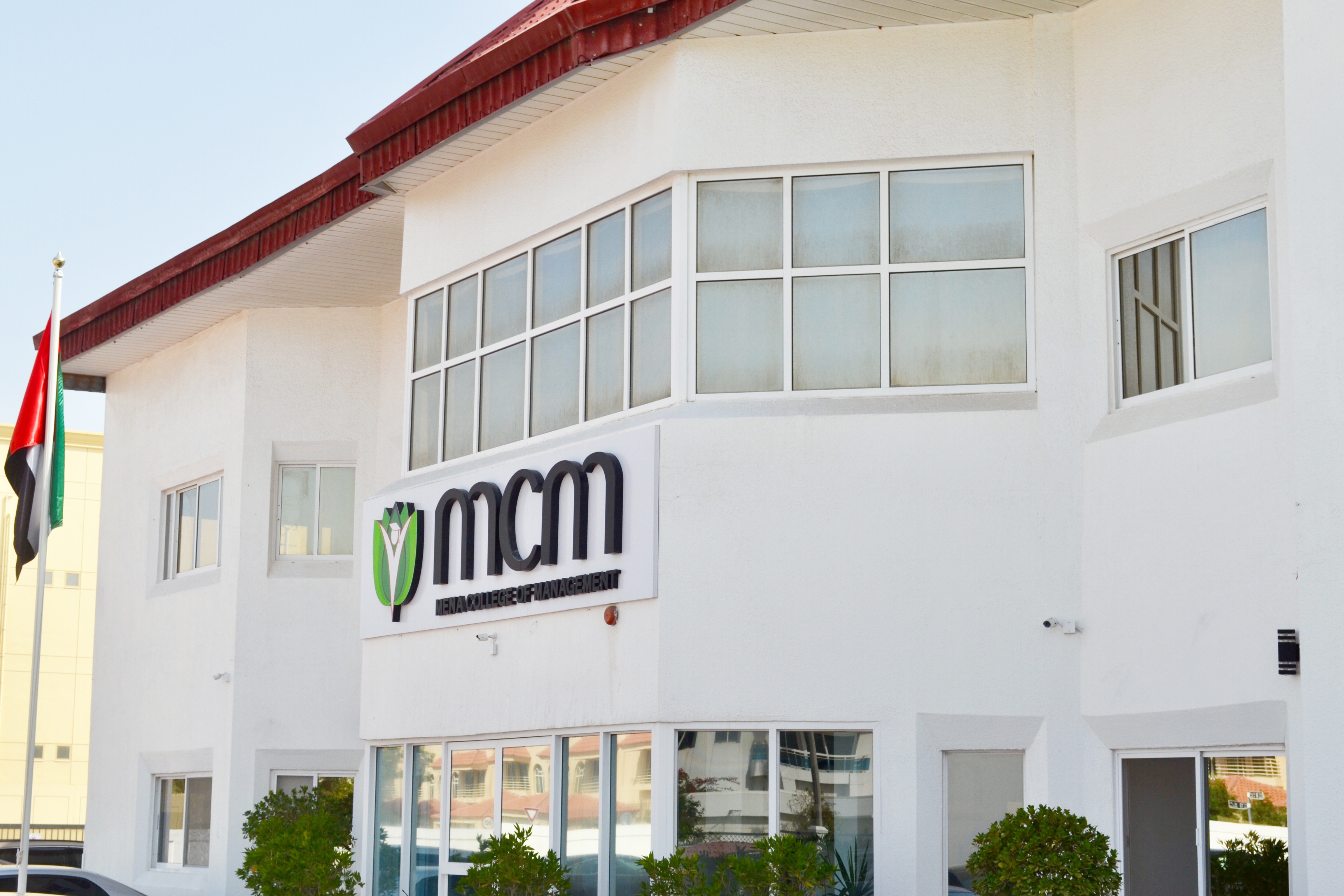
كلية مينا للإدارة

### (ب) المواصلات
تتميز المنطقة بشبكة مواصلات تسهل الوصول إلى مختلف مناطق دبي الهامة بواسطة السيارات الخاصة أو سيارات الأجرة، والباص رقم F20 ورقم F30 يخدمان المنطقة ويمكن الوصول إليهما بسهولة  مشياً على الأقدام، هويمكن الوصول إلى محطة مترو بنك أبوظبي الأول في غضون 8 دقائق بالسيارة.وتتوفر خدمة مواقف السيارات في  جميع المباني والأبراج السكنية وكذلك مواقف مدفوعة. .

### (ج) التموينات
وتضم العديد من المباني والأبراج السكنية كما التجارية خيارات تسوق عديدة. من أهمها
- كارفور
- ويست زون فرش سوبرماركت
- بلو مارت سوبرماركت
- جيوتيس سوبرماركت
- جرينز سوبرماركت
- جيه إم إيه سوبرماركت

### (د) دور العبادة
- المساجد:مسجد فاطمة بطي عتيق ومسجد أبو بكر الصديق كما مسجد خلفان بن شناف ومسجد حسيم يتيم في البرشاء ومسجد علي الحاج.
- الكنائس: كنيسة فيلوشيب دبي وكنيسة يالسين ماليكانسي الواقعتان في منطقة الصفوح، وفي منطقة الصفا كنيسة يسوع المسيح لقديسي الأيام الأخيرة.
- المعابد الهندوسية:معبد شريناث جي ومعبد شيفا كما معبد كريشنا هافالي،
- المعابد البوذية: معبد ماهاميفناوا البوذي

### (هـ) جامعات ومدارس
- مدارس تتبع المنهج البريطاني: ومنها مدرسة كينجز البرشاء ومدرسة فورمارك ومدرسة جيمس البرشاء الوطنية التي تفصل بين البنين والإناث، كما مدرسة جيمس فاوندرزومدرسة دبي هايتس أكاديمي
- أكاديمية جيمس العالمية التي تتبع في تعليمها منهج البكالوريا الدولية (IB) من مرحلة رياض الأطفال حتى المرحلة الثانوية،
- حديقة المعرفة في دبي  و تشمل جامعة ميدلسكس دبي وجامعة مانشستر وغيرها العديد.

### (و) عيادات ومستشفيات
- مستشفى ميدكلينك بارك فيو
- مركز ميدكير الطبي
- المستشفى الإماراتي
- مستشفى الزهراء
- المستشفى السعودي الألماني
- العيادات والمراكز الطبية القريبة بكلّ من سيتي سنتر كلينيك
- عيادة آستر
- مختبر ديرما باث،  صيدلية مارينا
- صيدلية آستر.

## روابط خارجية
الموقع الرسمي لمجمع دبي للعلوم